# Дом здравља Прњавор
Дом здравља Прњавор је јавна здравствена установа у Прњавору, налази се у улици Лазе Лазаревића бр. 5. Оснивач је општина Прњавор, задатак му је пружање услуга примарне здравствене заштите за становнике општине Прњавор. Функционише по систему породичне медицине од 1. маја 2004. године чија је мисија обезбеђење сигурне, доступне, квалитетне и правовремене здравствене заштите грађанима општине. У граду ради седам тимова, а на селу осам који су распоређени у дванаест сеоских амбуланти.

## Историја
У Прњавору за време турске власти није било лекара, првог су добили под аустроугарском влашћу када је подигнута амбуланта. У гласнику Босне и Херцеговине се наводи да је Прњавор 1903. године имао болницу са 21 хоспитализованим болесником и амбуланту у којој је радио стални лекар Јосип Крутина. Болница је била павиљонског типа и важила је за једну од модернијих у то време у Босни и Херцеговини. У дворишту је постојао терен за тенис где су хоспитализовани проводили слободно време. Након Првог светског рата се повећавао број запослених тако да су за ово подручје била предвиђена три лекара. Прво породилиште у Прњавору је отворено за време Аустроугарске, 1905. године је садржало седам кревета и било је смештено у просторијама садашњег центра за физикалну медицину. Након земљотреса 1969. године је премештено у зграду Музичке школе у којој остаје до 1974. године када је изграђена зграда стационара Дома здравља, породилиште је садржало петнаест креветаца. Просек порођаја на годишњем нивоу је био око 750. У време Другог светског рата и непосредно након њега нису имали стоматологе, међу првима је био Савка Милановић 1962. године. Са аустроугарском окупацијом је отворена и прва апотекарска служба у Прњавору 1902. године, запалили су је Черкези августа 1944. године
Од 1. маја 2004. године Дом здравља Прњавор функционише по принципу породичне медицине. Располаже са петнаест тимова, од којих су седам у граду и осам распоређених на дванаест теренских амбуланти у селима општине Прњавор. Осим породичне медицине, у склопу Дома здравља се налазе и уређен центар за физикалну рехабилитацију, центар за ментално здравље, педијатријска амбуланта, гинеколошка амбуланта и породилиште, општа и дечија стоматологија са денталном протетиком, радиоизотопном термоелектричном генератором и ултразвучном дијагностиком, лабораторијска дијагностика, хигијенско–епидемиолошка служба и хитна медицинска помоћ.